# Holger Hocke
Holger Hocke (* 8. März 1945 in Hamburg) ist ein ehemaliger deutscher Steuermann im Rudern.

## Biografie
Holger Hocke gewann bei den Weltmeisterschaften 1975 in Nottingham zusammen mit Thomas Hitzbleck und Klaus Jäger die Bronzemedaille im Zweier mit Steuermann.
Bei den Olympischen Sommerspielen 1976 in Montreal erreichte das Trio das B-Finale, wo Hitzbleck durch Winfried Ringwald ersetzt wurde. Das deutsche Boot beendete die Zweier-mit-Steuermann-Regatta auf dem achten Platz.